# Albin Vilhet
Albin Vilhet, (Albin Frédéric Auguste Vilhet) né le 11 octobre 1896 à Nyons et mort dans la même ville le 1er février 1981, est un homme politique français.

## Biographie
Albin Vilhet nait le 11 octobre 1896 à Nyons, il est le fils de Frédéric Joseph Louis Vilhet et de Flavie Nadine Françoise Robert. Installé comme cultivateur dans sa commune natale, il est mobilisé pour le conflit de la Première Guerre mondiale. C'est à son retour qu'il se rapproche du Parti communiste, et du syndicalisme agricole. Il est l'un des membres fondateurs de la coopérative agricole de Nyons. De nouveau mobilisé pour la Seconde Guerre mondiale, il entre en résistance, ce qui lui vaut d'être emprisonné. Libéré, il fonde, avec deux autres résistants, le réseau local. Il meurt le 1er février 1981 à Nyons.

## Détail des fonctions et des mandats
Mandat parlementaire
- 8 décembre 1946 - 7 novembre 1948 : Sénateur de la Drôme

Mandat local
Conseiller municipal de Nyons